# Jaleen Smith
Ne doit pas être confondu avec Jalen Smith, joueur de basket-ball né en 2000.
Pour les articles homonymes, voir Smith.
Jaleen Smith, né le 24 novembre 1994 à Freeport, au Texas, est un joueur américano-croate de basket-ball évoluant au poste d'arrière.

## Biographie

### Carrière universitaire
Entre 2013 et 2017, il joue pour les Wildcats du New Hampshire à l'université du New Hampshire.

### Carrière professionnelle

#### USC Heidelberg (2017-2019)
Le 22 juin 2017, automatiquement éligible à la draft 2017 de la NBA, il n'est pas sélectionné.
Durant l'été 2017, il signe son premier contrat professionnel en Allemagne avec l'USC Heidelberg.

#### Riesen Ludwigsburg (2019-2021)
Durant l'été 2019, il rejoint l'équipe allemande du Riesen Ludwigsburg.
Le 15 août 2020, il prolonge son contrat avec Ludwigsburg.
Le 19 mai 2021, il est nommé MVP du championnat allemand.
Durant l'été 2021, il participe à la NBA Summer League de Las Vegas avec les Suns de Phoenix.

#### Alba Berlin (2021-2023)
Le 25 août 2021, il signe un contrat de trois ans avec l'équipe allemande de l'Alba Berlin.
Le 20 février 2022, il remporte la coupe d'Allemagne en battant les Crailsheim Merlins (en).
Le 12 juillet 2023, il quitte l'Alba Berlin.

#### Virtus Bologne (2023)
Le 20 juillet 2023, il signe avec la Virtus Bologne.

#### Partizan Belgrade (2023-2024)
Le 24 décembre 2023, il quitte la Virtus pour le Partizan Belgrade.

### Sélection nationale
En juillet 2022, la fédération croate de basket-ball exprime son intérêt à naturaliser Smith pour représenter l'équipe nationale de Croatie à l'EuroBasket 2022. En août 2022, Smith joue son premier match pour la Croatie dans un match amical contre la Bulgarie. Smith est le troisième joueur américain naturalisé pour la Croatie après Dontaye Draper et Oliver Lafayette. Durant l'été 2022, il participe à l'EuroBasket 2022 avec l'équipe de Croatie.

## Palmarès

### Universitaire
- 2× Second-team All-America East en 2016 et 2017

### Professionnel
- MVP du championnat allemand en 2021
- Champion d'Allemagne en 2022
- Vainqueur de la coupe d'Allemagne en 2022

## Statistiques

### Universitaires
Les statistiques de Jaleen Smith en matchs universitaires sont les suivantes :
| Saison    | Équipe        | Matchs | Titul. | Min./m | % Tir | % 3pts | % LF | Rbds/m. | Pass/m. | Int/m. | Ctr/m. | Pts/m. |
| --------- | ------------- | ------ | ------ | ------ | ----- | ------ | ---- | ------- | ------- | ------ | ------ | ------ |
| 2013-2014 | New Hampshire | 28     | 12     | 20,6   | 32,9  | 30,1   | 77,3 | 2,75    | 1,25    | 0,54   | 0,18   | 5,29   |
| 2014-2015 | New Hampshire | 32     | 31     | 31,7   | 41,5  | 32,6   | 80,5 | 5,19    | 2,81    | 1,34   | 0,34   | 10,69  |
| 2015-2016 | New Hampshire | 30     | 29     | 34,6   | 40,7  | 36,7   | 90,0 | 5,53    | 3,40    | 0,93   | 0,40   | 13,37  |
| 2016-2017 | New Hampshire | 32     | 32     | 36,2   | 46,6  | 35,8   | 78,1 | 6,41    | 4,28    | 0,91   | 0,62   | 15,81  |
| Carrière  | Carrière      | 122    | 104    | 31,0   | 42,0  | 34,3   | 82,4 | 5,03    | 2,98    | 0,94   | 0,39   | 11,45  |